# SŽ-Baureihe 310
Die SŽ-Baureihe 310 ist eine Baureihe von Hochgeschwindigkeitszügen der Slovenske železnice, der nationalen slowenischen Eisenbahngesellschaft. Die dreiteiligen Pendolino-Triebzüge sind für eine Höchstgeschwindigkeit von 200 km/h ausgelegt, erreichen im Regelbetrieb jedoch nur 160 km/h aufgrund der Streckengeschwindigkeiten im slowenischen Eisenbahnnetz.

## Aufbau
Die dreiteiligen Züge gliederten sich zunächst in einen Wagen 2. Klasse, einen Wagen 1. Klasse und einen 1.-Klasse-Wagen „mit Businessfunktion“. Zwischenzeitlich wurde die Anordnung geändert, sodass je Garnitur ein 2.-Klasse-Wagen, ein Wagen mit 2. Klasse sowie einem Bistrobereich sowie ein Wagen mit 1. und 2. Klasse existieren.

## Geschichte
Der erste Einsatz der drei von Fiat in Savigliano gebauten Triebzüge war am 29. September 2000. Sie wurden als InterCity Slovenija (ICS) zwischen Ljubljana und Maribor im Zweistundentakt eingesetzt. Die Reisezeit aus der Relation ging dabei von 150 auf 95 Minuten zurück. Sie konnten aufgrund fehlender Streckenausbauten ihre Höchstgeschwindigkeit zunächst nicht ausfahren. Zeitweise wurde täglich eine Fahrt bis Spielfeld-Straß verlängert.
Es bestand 2001 eine Option auf die Beschaffung acht weiterer Triebzüge.
Um 2018 wurden die Kupplungen an den Endwagen umgebaut, sie sind nun nicht mehr hinter Klappen verborgen.